# Угорський філлер
Угорський філлер (угор. Fillér) — угорська розмінна монета, що була у користуванні з 1892 по 1999 рік.
У різний час філлер був сотою частиною австро-угорської крони, угорської крони, пенге, та форинта. Назва походить від нім. Vierer — «чотири», назви австро-угорської монети в 4 крейцера.
Останні філлери були викарбувані в 1999 році, в цей час в реальному грошовому обігу не знаходяться, але до цього часу вважаються складовою частиною угорського форинта.

## Австро-угорська крона
Австро-угорська крона введена як грошова одиниця Австро-Угорщини в 1892 році. Розмінна грошова одиниця в австрійській частині імперії називалася «галер», в угорській — «філлер». Карбування монет філерів була розпочата в 1892 році, їх випуск в обіг — в 1893. До 1900 року в обігу перебували також і старі монети в співвідношенні: 1 гульден (флорин) = 2 крони, 1 крейцер = 2 філлера (галера). Філлери карбувалися на Кремницькому монетному дворі, вони, також як і галери, були законним платіжним засобом на всій території імперії.
З початком Першої світової війни монети у 2, 10 і 20 філлерів стали карбувати з заліза, а карбування монет номіналом в 1 філлер була припинена. Після розпаду Австро-Угорщини австро-угорська крона, в тому числі й монети філлери, продовжувала використовуватися на території новостворених держав до створення ними національних кредитно-грошових систем.
| Аверс | Реверс | Номінал    | Діаметр, мм | Товщина, мм | Маса, г | метал                              | Гурт      | роки карбування                   | В обігу з         | Вилучені з обігу |
| ----- | ------ | ---------- | ----------- | ----------- | ------- | ---------------------------------- | --------- | --------------------------------- | ----------------- | ---------------- |
|       |        | 1 філлер   | 17          | 1           | 1,66    | Мідь / Олово / Цинк (950/40/10)    | гладкий   | 1892-1904, 1906, 1914             | 1 квітня 1893     | 31 грудня 1926   |
|       |        | 2 філлера  | 19          | 2           | 3,33    | Мідь / Олово / Цинк (950/40/10)    | гладкий   | 1892-1910, 1914, 1915             | 1 квітня 1893     | 31 грудня 1926   |
|       |        | 2 філлера  | 17          | 2           | 2,78    | Залізо                             | гладкий   | 1916-1918                         | 6 листопада 1916  | 31 грудня 1926   |
|       |        | 10 філерів | 19          | 1           | 3       | Нікель                             | ребристий | 1892-1896, 1906, 1908, 1909, 1914 | 7 травня 1893     | 30 квітня 1918   |
|       |        | 10 філерів | 19          | 1           | 3       | Мідь / Цинк / Нікель (500/400/100) | ребристий | 1914-1916                         | 10 травня 1915    | 31 грудня 1926   |
|       |        | 10 філерів | 19          | 1           | 2,5     | Залізо                             | ребристий | 1915 1916 1918                    | 10 листопада 1916 | 31 грудня 1926   |
|       |        | 20 філерів | 21          | 2           | 4       | Нікель                             | ребристий | 1892-1894, 1906-1908, 1914        | 7 травня 1893     | 31 грудня 1917   |
|       |        | 20 філерів | 21          | 1           | 3,33    | Залізо                             | гладкий   | 1914-1918                         | 3 серпня 1916     | 31 грудня 1926   |

1. ↑  Дата вилучення з обігу в Угорщині, терміни вилучення на інших територіях див. Австро-угорська крона#Вилучення крони з обігу